# 3'-모노아이오도티로닌
3'-모노아이오도티로닌(영어: 3'-monoiodothyronine, 3'-T1)은 모노아이오딘화된 티로닌이다.

## 같이 보기
- 티로닌